# Кашов
Кашов (словац. Kašov) — село в окрузі Требішов Кошицького краю Словаччини. Площа села 8,88 км². Станом на 31 грудня 2016 року в селі проживало 286 жителів.

## Історія
Перші згадки про село датуються 1298 роком.

## Населення
| Рік:            | 1994. | 2004.    | 2014.   | 2024.   |
| --------------- | ----- | -------- | ------- | ------- |
| Кількість осіб: | 354   | 278      | 288     | 294     |
| Різниця:        |       | -21,46 % | +3,59 % | +2,08 % |

| Рік:            | 2023. | 2024.   |
| --------------- | ----- | ------- |
| Кількість осіб: | 288   | 294     |
| Різниця:        |       | +2,08 % |